# Kampong Seila (comuna)
Kampong Seila es una comuna (khum) del distrito de Kampong Seila, en la provincia de Sihanoukville, Camboya. En marzo de 2008 tenía una población estimada de 6942 habitantes.
Se encuentra ubicada al suroeste del país, junto a los montes Cardamomo y la costa del golfo de Tailandia.